# Perizoma arizanensis
Perizoma arizanensis là một loài bướm đêm trong họ Geometridae.